# Transportul feroviar în Polonia

Harta schematică a magistralelor feroviare poloneze deschise la transport de călători.

Polonia dispune de o rețea feroviară mare, a cărei construcție a început în secolul XIX. Prima linie de cale ferată pe teritoriul Poloniei de azi a fost deschisă în anul 1842 și a legat orașele Wrocław (pe atunci Breslau) și Oława (Ohlau). Conform datelor din anul 2009, lungimea totală a magistralelor feroviare a fost de 19.336 km, din care 11.830,6 km au fost electrificate. Rețeaua este administrată de PKP Polskie Linie Kolejowe, care aparține Grupului PKP, ce cuprinde companiile feroviare aparținătoare statului polonez. Cei mai mari operatori feroviari sunt: PKP Intercity, Przewozy Regionalne (călători) și PKP Cargo (marfă).

## Infrastructură

### Magistrale

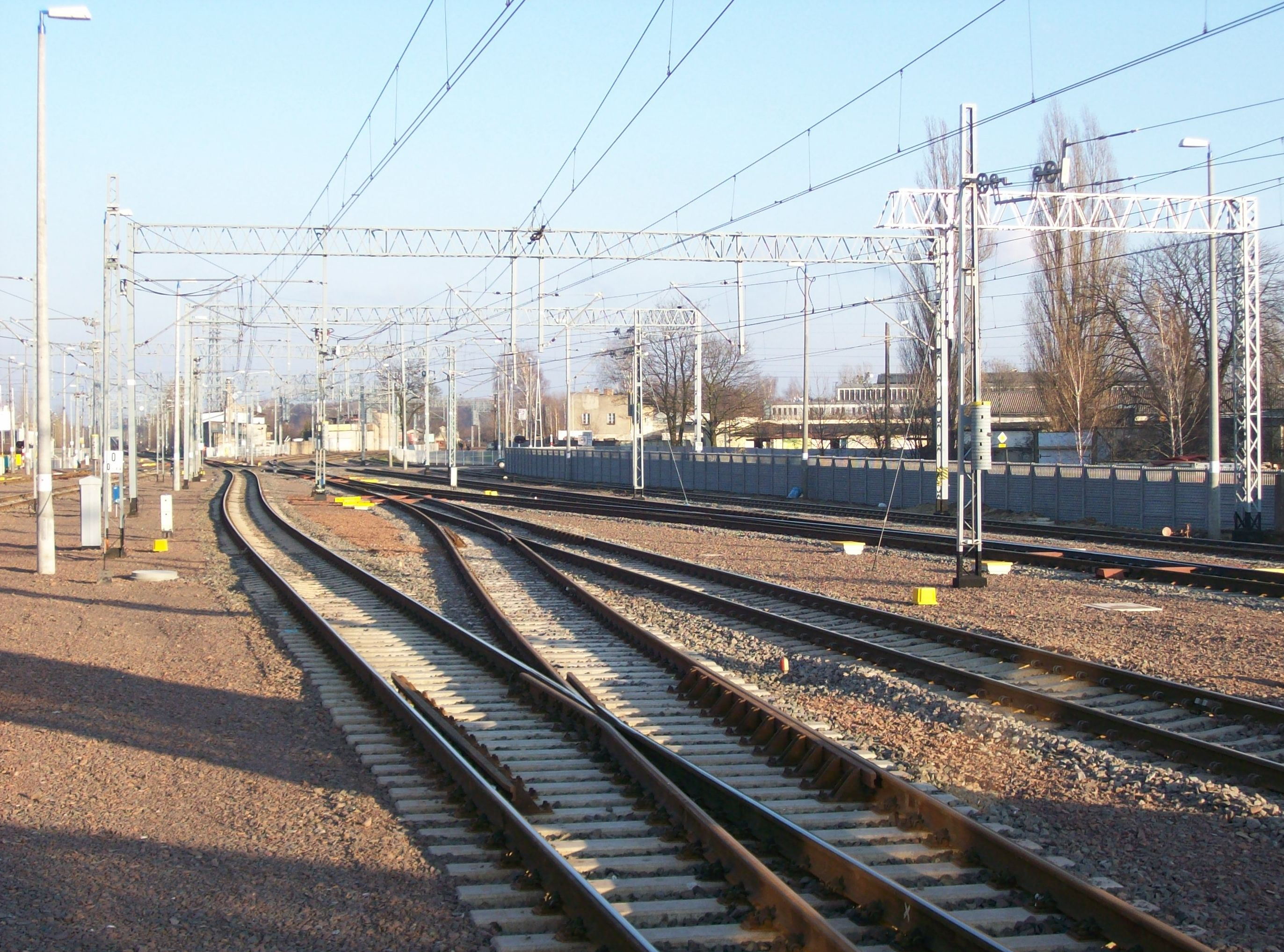
Linia feroviară 3 în Poznań.

Polonia dispune de o rețea mare de magistrale feroviare, dar multe dintre ele au fost închise atât pentru transportul de călători cât și pentru transportul de marfă. Compania PKP Polskie Linie Kolejowe administrează rețeaua națională, iar unele linii industriale sunt administrate de alte întreprinderi. Linia feroviară 65, de ecartament larg (1520 mm), care leagă zonele industriale din Silezia Superioară cu țările din Europa de Est, este administrată de o companie statală separată PKP Linia Hutnicza Szerokotorowa. Cea mai lungă magistrală este linia feroviară 3 care face parte din coridorul paneuropean E20, permițând circulația trenurilor între Varșovia și, după trecerea frontierei în satul Kunowice, Berlin.
Rețeaua feroviară, fiind în mare parte construită înaintea celui de Al Doilea Război Mondial, iar în parte și înaintea renașterii statului polonez în 1918, și care nu mai corespunde necesităților transportului în Polonia. Din acest motiv mai multe linii feroviare au fost închise sau scurtate, iar mai multe localități și-au pierdut statutul de nod de cale ferată.
În Polonia mai există și linii feroviare de ecartament îngust.

### Gări

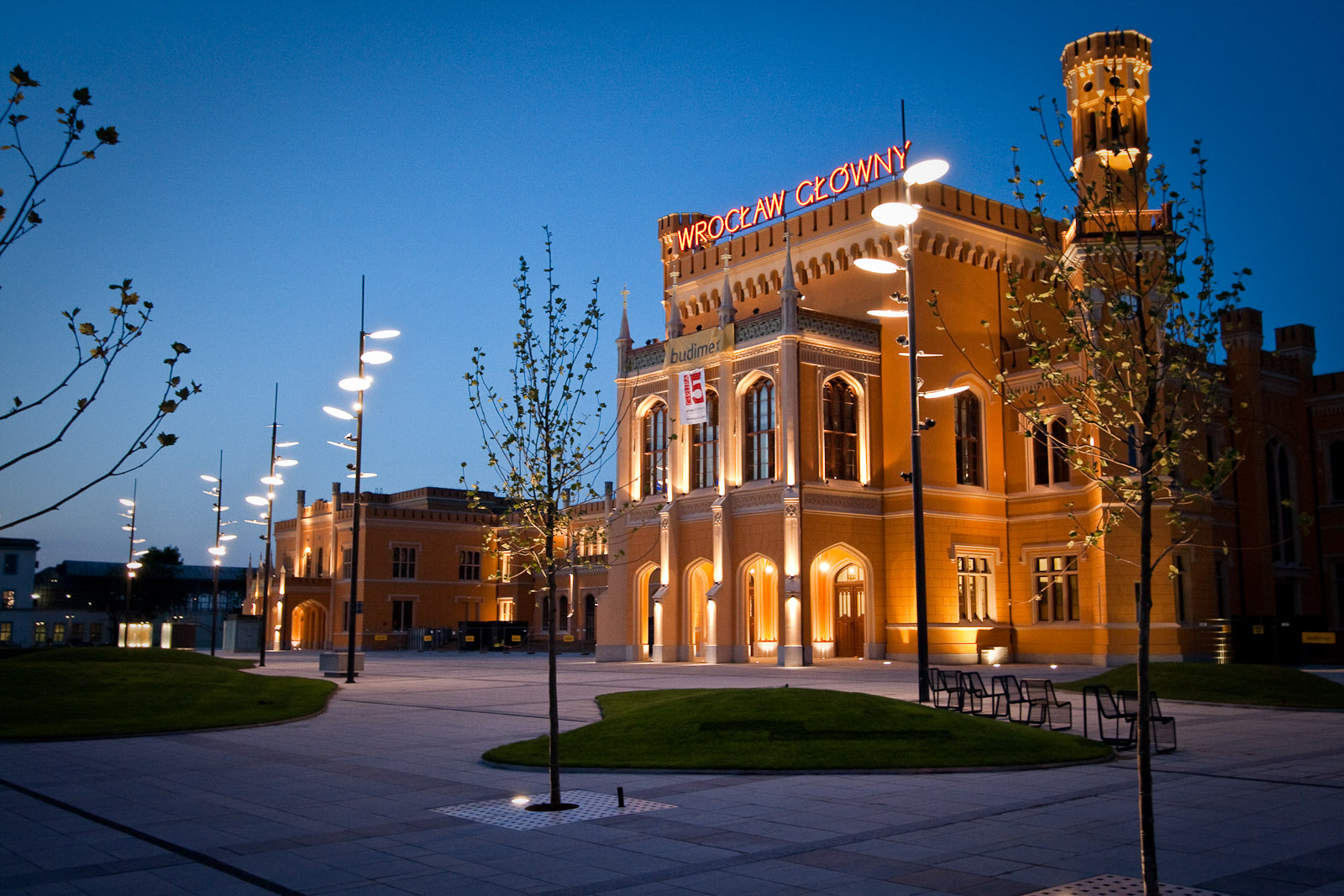
Gara de călători Wrocław Główny în Wrocław.

Cea mai mare gară de călători este Warszawa Centralna cu un trafic de 16.000.000 de persoane în fiecare an. Multe gări principale, în special în localități în care există mai multe stații, sunt denumite suplimentar și cu adjectivul główny (poloneză principal) (spre exemplu Gdynia Główna, Kraków Główny, Opole Główne, Piła Główna). Compania PKP Dworce Kolejowe este administratorul celor 915 de gări, iar haltele sunt administrate direct de PKP Polskie Linie Kolejowe.

### Trenuri de mare viteză
Astăzi, numai linia feroviară 4 (Centralna Magistrala Kolejowa, poloneză Magistrala Feroviara Centrală) este adaptată pentru o viteză mai mare de 160 km/h. Nici materialul rulant al operatorilor feroviari, nici legea poloneză nu permit să se realizeze transportul de călători cu o viteză mai mare. Conform planurilor de a se construi o rețea de magistrale pentru trenuri rapide supranumită „Y”, prima astfel de linie este posibil să fie deschisă după anul 2030. 

## Operatori

### Călători

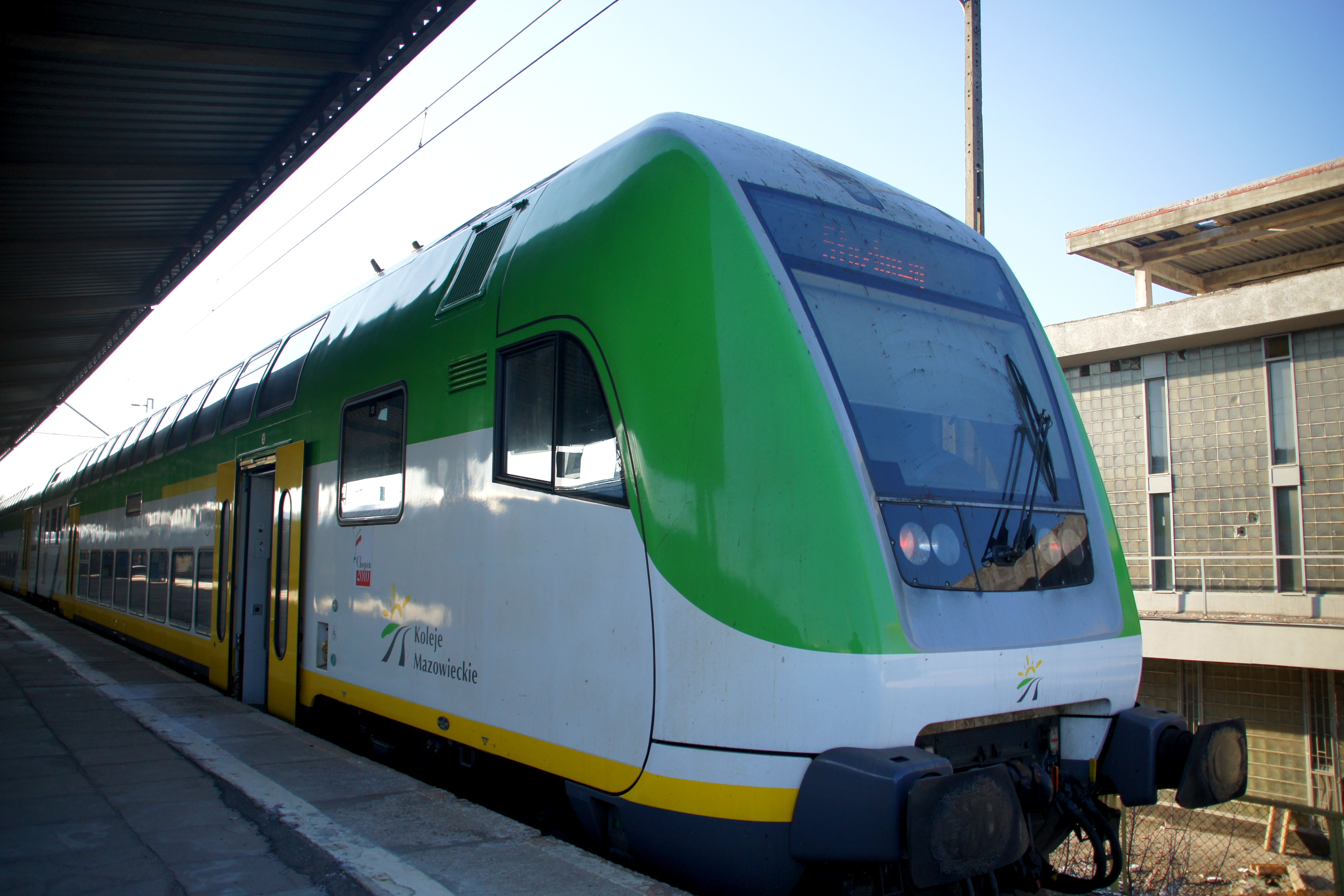
Trenul personal în relația Warszawa Wschodnia–Radom așteptând călătorii la prima stație.

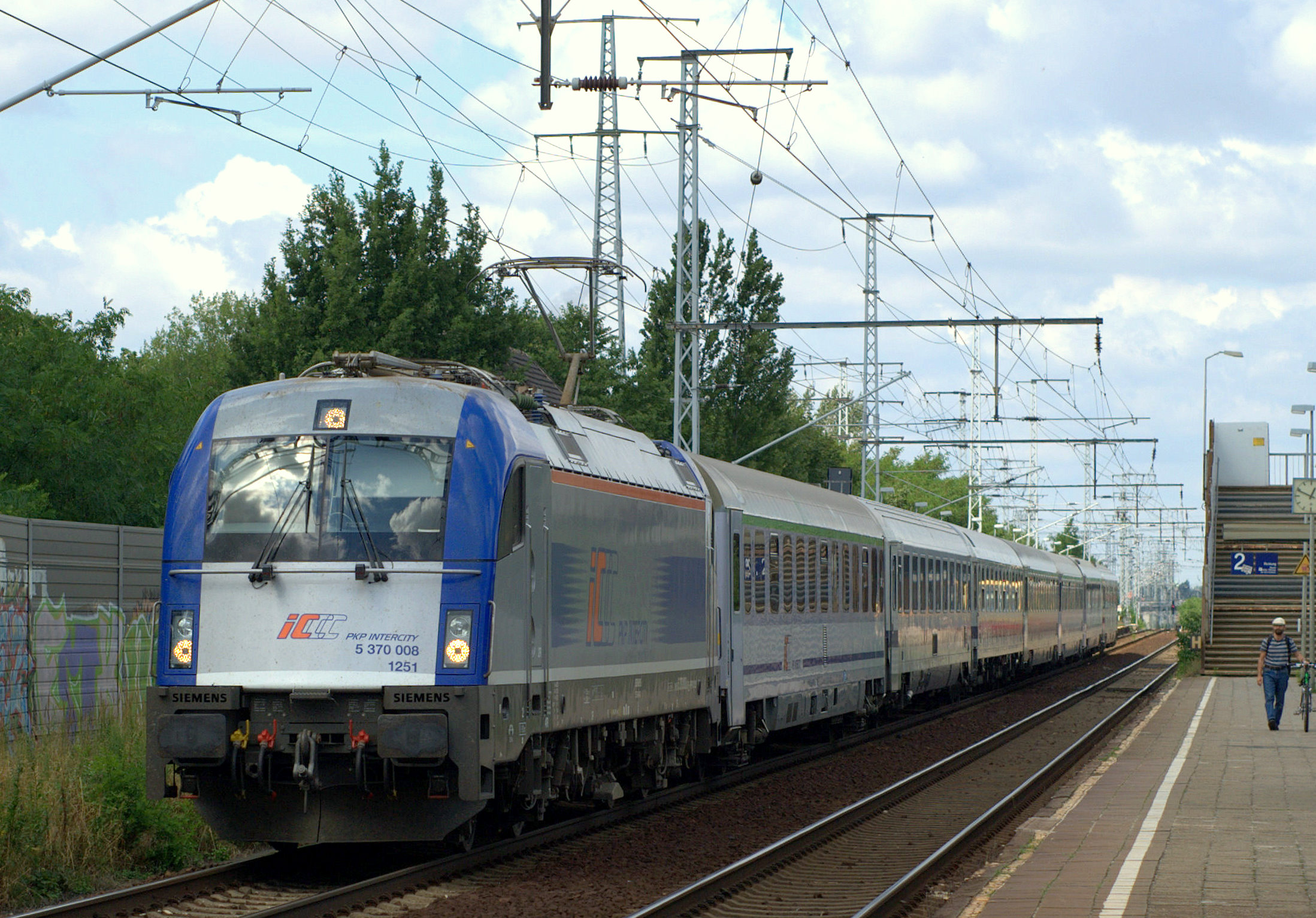
Locomotiva EU44

Cea mai mare companie de transport feroviar de călători este Przewozy Regionalne (poloneză Transportările Regionale), care aparține organelor de administrare locală și pune în circulație trenurile personale cu caracter local (REGIO) conform acordurilor cu mareșalii voievodatelor respective, și trenurile de distanță mai mare (REGIOExpress și InterREGIO) în mod comercial. Unele voievodate dispun de companii proprii care ori au înlocuit complet Przewozy Regionalne (ca Koleje Mazowieckie în voievodatul Mazovia), ori parțial (ca Koleje Wielkopolskie în voievodatul Polonia Mare). În voievodatul Cuiavia și Pomerania Przewozy Regionalne efectuează transportări numai pe liniile electrificate, pe când compania Arriva PLC, al cărei proprietar este Deutsche Bahn, deservește pe celelalte.
PKP Intercity pune în circulație trenuri accelerate (Twoje Linie Kolejowe – TLK, poloneză Căile Ferate ale Tale), trenuri rapide (Express și Express InterCity) și trenuri internaționale (EuroCity).

### Marfă
Cel mai mare operator de marfă este PKP Cargo, al doilea în Europa conform cantității de marfă transportată, după DB Schenker. Există și alți operatori, precum CTL Logistics, LOTOS Kolej și Rail Polska. Compania PKP Linia Hutnicza Szerokotorowa deservește toate transportările de marfă pe linia 65 cu ecartament larg.

## Vezi și
- Transportul feroviar după țară
- Rail Baltica (până la Varșovia)